# ジェームズ・ステプトー・ジョンストン
ジェームズ・ステプトー・ジョンストン（James S. Johnston、1843年6月9日 - 1924年11月4日）は、アメリカ人のアメリカ連合国陸軍退役軍人、牧師、および教育者である。米国聖公会主教を務めただけでなく、テキサス州西部布教地区における最後の主教であり、テキサス州西部教区における最初の主教である。またTMI聖公会学校とテキサス州サンアントニオの私立学校の創立者でもある。

## 経歴

### 若年期
1843年、ジェームズ・ステプトー・ジョンストンはアメリカ合衆国のミシシッピ州ジェファーソン郡チャーチ・ヒルで、地元の弁護士・綿花栽培者のジェイムス・ステプトー・ジョンストンとその妻であるルイーザ・クラリッサ・ブリッジズ・ニューマンの息子として生まれた。彼はミシシッピ州ロドニー近くのオークランド大学で教育を受け、バージニア州シャーロッツビルにあるバージニア大学に通った。しかし、アメリカ連合国陸軍に入隊するために1年で退学した。カレッジ在学中、彼はデルタ・プサイ友愛会（別名：セント・アンソニー・ホール）の会員であった。1862年には北バージニア軍騎兵隊中尉に任命された。連合国陸軍の捕虜となり戦争囚人として1年間を過ごすことになる前、第二次ブルランの戦いとアンティータムの戦いでの戦闘を目撃した。戦闘終了後、1年間法律を勉強して1867年まで弁護士に従事し、それからは聖職者に向けての勉強を始めた。1869年12月22日にミシシッピ州ヴィックスバーグにあるキリスト教教会の助祭、1871年4月30日にはミシシッピ州ナチェズにあるトリニティ教会の聖職者としてミシシッピ州教区のウィリアム・マーサー・グリーン主教によって叙階された。1870年から1876年までミシシッピ州ポート・ギブソンにあるセント・ジェームズ教会の主任司祭を務めた後、1876年から1880年までケンタッキー州マウントスターリングにあるマウントスターリングの主の昇天教会の主任司祭を務めた。1887年、テキサス州西部宣教師地区の第2代主教に選出され、同じ年にユニバーシティ・オブ・ザ・サウスから名誉神学博士の称号を授与された。

### 職歴
主教としての青年時代は困難を極めた。約100,000平方マイル (260,000 km2)の広さがある地域でのたった一人の司祭であり、地域の大半は馬か馬車に乗ってでしか行くことができない場所であった。また、この地域は長期に渡る干ばつで厳しい経済的困難に陥っていた。そのような環境での知識人の必要性を特に強調し、経済的困難を終わらせるためにこの地域に住む若者向けの古典文学およびキリスト教教育を提供するテキサス州西部男子校（現在のTMI聖公会学校）を創立した。ジョンストンはアメリカ合衆国東海岸に住む富裕層の聖公会会員から創立のための資金を集めた。
また、ジョンストンは地域の統合を行う責任者でもあり、前もってメソジスト派教会に入会していたアフリカ系アメリカ人信徒の加入を認めた。穏健なリベラル派でありながら、オックスフォード運動の影響を受けたジョンストンはカトリック教会（テキサス州南部と西部内で信徒数が圧倒的に多い宗教団体）との意見交換に取り組み、キリスト教の統一化への願望を伝えようとローマ教皇庁にその理由を記した手紙を送った。1904年、テキサス州西部は独立教区となり、ジョンストンを最初の主教として迎え入れた。1916年にその座を退き、ジョンストンは28年間に及ぶ主教としての務めを終えた。

## 死
1924年11月4日、サンアントニオにある自宅にて没した。